# Derviscio

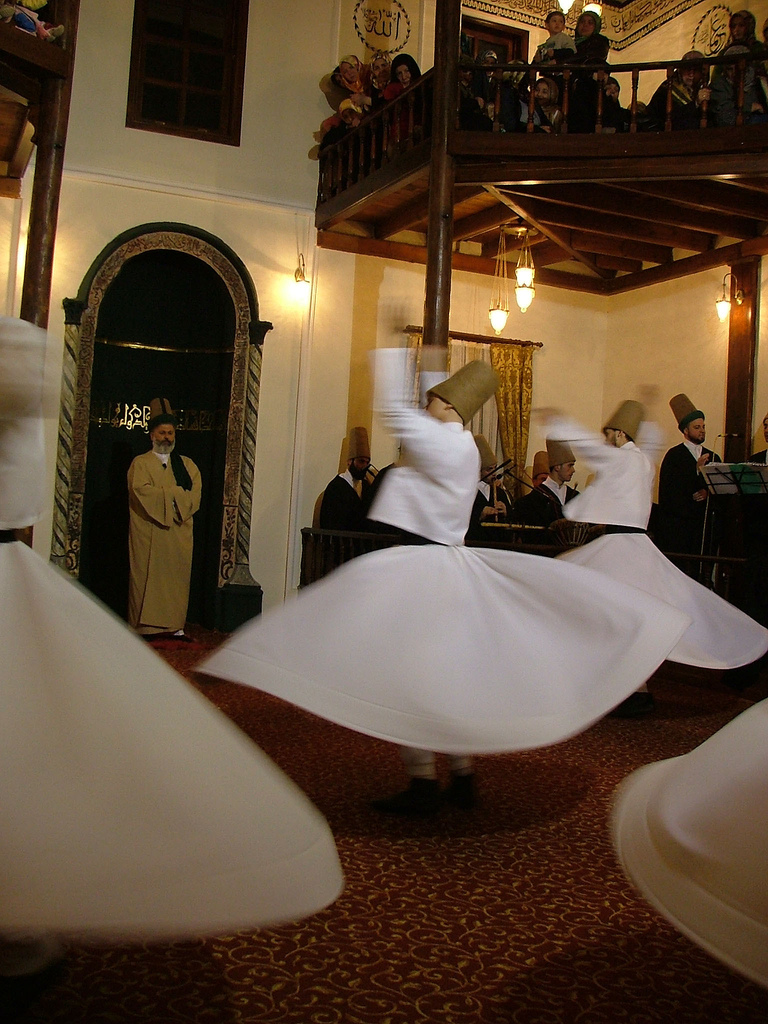
Dervisci roteanti. L'uomo fermo in piedi è il pir.

Col termine derviscio (in persiano e arabo darwīsh, lett. «povero», «monaco mendicante») si indicano i discepoli di alcune confraternite islamiche (ṭuruq; al sing., ṭarīqa) che, per il loro difficile cammino di ascesi e di salvazione, sono chiamati a distaccarsi nell'animo dalle passioni mondane e, per conseguenza, dai beni e dalle lusinghe del mondo. Si tratta di un termine afferente a molte generiche confraternite islamiche sufi, anche se tendenzialmente ci si riferisce alla ṭarīqa Mawlawiyya/Mevleviyè. I dervisci sono asceti che vivono in mistica povertà, simili ai frati mendicanti cristiani.

## Origine del termine
Darwīsh (in persiano درویش‎, darvīsh) è un'antica parola proto-iranica che appare nell'Avestā come drigu-, "bisognoso, mendicante", poi accolta nel medio-persiano come driyosh. In campo mistico il termine, più ancora che "mendicante" ha acquistato il significato di "colui che cerca il passaggio che porta da questo mondo materiale ad un paradisiaco mondo celestiale". Il termine generalmente si riferisce a un asceta mendicante oppure a un temperamento ascetico di colui che è indifferente alle cose materiali.

## Il fenomeno dell'ascetismo

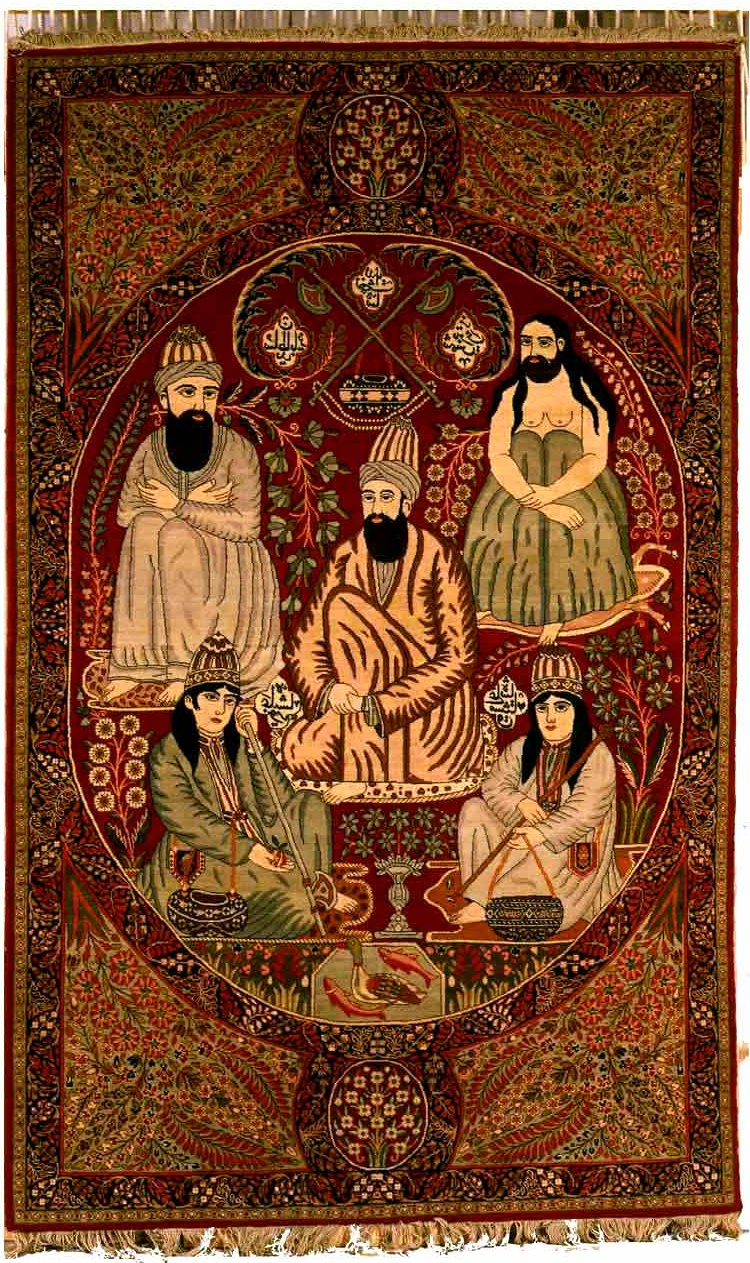
Dervisci raffigurati in un tappeto azero, XIX secolo, Scuola di Tabriz, Museo nazionale del Tappeto, Baku.

Il fenomeno è tipico di tutti i percorsi ascetici mistici, sia ebraici, che cristiani, buddisti e induisti.
In campo islamico alcune confraternite fanno della povertà il loro abito fisico e spirituale, utile ad allontanare qualsiasi vana tentazione di affermazione del proprio Io, a fronte dell'Unico Esistente, Dio. Fra esse, in particolare, la Mawlawiyya (in turco Mevleviyè), fondata dal grande sufi e poeta Jalāl al-Dīn Rūmī nel XIII secolo o le ormai scomparse Qalandariyya e Khalwatiyya.
La prima ebbe anche importanti funzioni liturgiche nelle cerimonie d'incoronazione dei sultani ottomani ed è particolarmente nota per la spettacolare cerimonia dei cosiddetti "dervisci roteanti" che, nella loro ricerca dell'estasi che li avvicina a Dio, ruotano a lungo su se stessi sotto la guida di un loro pir (lett. "vecchio") che, in turco, è chiamato talora dede (nonno).

## Il sufismo e la "danza roteante"
Questi praticanti del sufismo sono considerati dei saggi. Molti dervisci sono mendicanti che si sono votati alla povertà, mentre altri lavorano, per esempio i Qadiriyya egiziani sono dei pescatori.
Esistono varie confraternite sufi, quasi tutte hanno avuto origine da un santo o un maestro musulmano come ʿAlī e Abū Bakr, rispettivamente quarto e primo califfo musulmano. Vivono in comunità monastiche simili a quelle cristiane.
L'Ordine dei Mevlevi, in Turchia, pratica la celebre danza turbinante come metodo per raggiungere l'estasi mistica (jadhb, fanāʾ), all’interno di un complesso rituale chiamato samāʿ. Le danze sacre sono la più antica forma di trasmissione dei "misteri" che essi affermano pervenuti all'uomo dall'antichità, e quanti sono ammessi a un tale esercizio passano attraverso un insegnamento speciale che prevede una lunga preparazione.
La danza roteante o turbinante non viene pubblicamente eseguita in forma completa ma in certe tekkè (luoghi di raduno delle confraternite) i più anziani considerano l'uso di eseguirla equivalente alla lettura di libri che espongono i misteri del tempo antico. Un approccio simile è rintracciabile nelle danze sacre indiane, come ad esempio Kathakali, in cui una diversa posizione della mano o del piede trasmette una diversa informazione e per questo il pubblico deve essere addestrato alla comprensione della danza, che in questo caso non può essere lasciata all'impressione soggettiva.
Contemporaneamente alla rappresentazione, un derviscio compie un particolare esercizio interiore che ha il fondamentale compito di accelerare complessivamente la frequenza del ritmo di lavoro del proprio organismo, e impedire allo stesso tempo di creare squilibri tra le varie parti del corpo, specialmente tra il centro di "coordinazione motoria", il centro "intellettivo" e quello "emozionale". Dopo anni di esperienza, orientando i propri sforzi in questa direzione, pare che un Derviscio acquisisca, in uno stato di "super-coscienza", una speciale proprietà fondata sull'equilibrio dell'attività del proprio organismo, raggiungibile per attimi via via sempre più duraturi, col fine di renderlo uno stato permanente. Questa è chiamata la "Comunione con Allah". La differenza tra le danze dei Dervisci e quelle rituali afro-americane consiste maggiormente nel fatto che l'obiettivo di queste ultime è l'entrata in uno stato alterato di coscienza, scatenato dall'ossessività dei movimenti sincopati dal suono, all'interno del quale il danzatore non ha alcun controllo su di sé, né cognizione delle circostanze, creando però, secondo le credenze, un contatto speciale con le "forze superiori".
Oltre alla danza roteante esistono altri tipi di danze, tutte caratterizzate da una grande attenzione a particolari apparentemente insignificanti. Nel loro apprendistato, che dura diversi anni, i futuri Dervisci vengono addestrati da sapienti maestri con tecniche molto raffinate; una di queste prevede l'utilizzo di un marchingegno molto curioso, simile ad un albero: dalla sua base, generalmente in legno, si dipartono due o più rami dai quali a loro volta se ne dipartono altri ancora, e così via per un numero preciso di volte; ogni segmento è collegato all'altro tramite sfere, in genere d'avorio, risultando così un meccanismo affine a quello delle articolazioni scheletriche, capace di assumere numerose combinazioni di posizioni. Con l'ausilio di questo speciale strumento i monaci mostrano le posizioni che i discepoli dovranno imitare e sostenere per svariate ore, completamente immobili, con l'obiettivo di imparare a "sentirle" dentro se stessi.
A questo generalmente si aggiungono delle operazioni mentali da svolgere durante l'esercizio in una determinata successione.
Oggi i dervisci roteanti sono spesso semplici danzatori che si esibiscono per i turisti, soprattutto in Turchia e in Egitto, così come i fachiri in India. A questo proposito è utile sottolineare che mentre la religione del "pensiero" si sviluppava in Oriente e in Occidente il culto si fondava sulla Fede, ovvero sul "sentimento", nel Sud del mondo la religione, nelle sue varie forme, ha tendenzialmente assunto un carattere fisico, dove il "Corpo" era il punto di partenza. Spesso infatti si afferma che un vero fachiro e un vero Derviscio sono in sostanza la stessa cosa, ovvero - da questo punto di vista - due esempi di lavoro religioso incentrato sul corpo fisico.
I Rifāʿi, sono dervisci che, nei paesi islamici, sovente si esibiscono in pubblico, facendosi trapassare da coltelli, ferri infuocati o inghiottendo carboni ardenti. Spesso sono rinomati come guaritori di morsi di serpenti o di scorpioni, sostituendo di fatto l'opera dell'ormai scomparsa confraternita islamica della Qalandariyya.
Vi sono anche dervisci che cantano versi del Corano, suonando tamburi e il flauto nay (celebrato da Gialal al-Din Rumi) e danzando in gruppi; altri invece, soprattutto i sufi dell'Asia meridionale, prediligono la meditazione silenziosa.